# 八木隆一郎

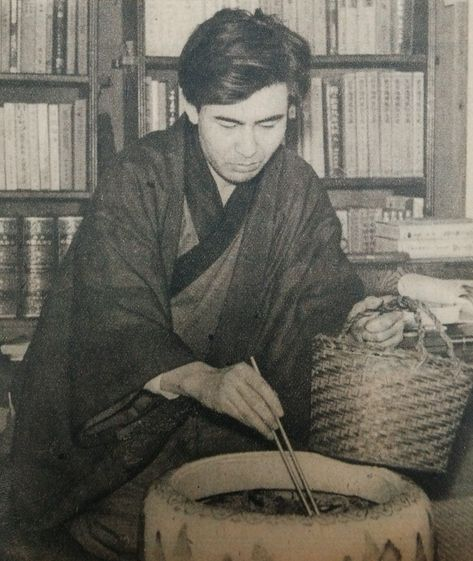
1948年

八木 隆一郎（やぎ りゅういちろう、1906年4月17日 - 1965年5月12日）は、日本の脚本家である。新派、新国劇、芸術座、前進座、井上正夫一座、移動演劇隊などあらゆる分野で上演され、映画化も多数なされた。本名・財一郎。

## 人物・来歴
秋田県能代市出身。本名：八木財一郎。3歳で母とともに函館に転居し、函館幸尋常高等小学校に通う。函館商業学校卒。高校入学後文芸活動を始め、弁論部にも所属し、親しい後輩に本田延三郎、東出三郎（のちニッポン放送副社長、アジアビジョン会長）がいた。在学中に受洗しクリスチャンとなる。1923年高校卒業後、函館大火により五所川原に転居していた母の元に移り、金木町の組合立明治高等小学校に代用教員となったが、翌年の廃校に伴い、五所川原に戻って竹内俊吉らと文学サークルを結成。代用教員時代は同じく文学を志す金木出身の太宰治としばしば交流した。
1925年に文学を志して上京し、本屋やポンプ屋などの店員をへて水守亀之助の書生となり、水守主宰の文芸誌に小説を発表、隆鬼堂のペンネームで戯詩も発表する。1927年に母を亡くし、翌年より少年少女小説や童話などの執筆で自活を始める。
プロレタリア演劇運動に身を投じ、1929年より東京左翼劇場所属、同年国民新聞の懸賞小説に入賞、1930年に地下活動に入り、翌年検挙留置、1932年より新築地劇団に所属し日本全国を巡業、1933年には石井漠舞踊団とともに満州にまで巡業した。1934年「蟷螂」で戯曲家としてデビュー。
1936年、アイヌを題材にした『熊の唄｣を井上正夫の演劇道場で上演し、新進劇作家として注目され、本作は1937年に映画化される。1940年に左翼新劇界の代表格新協劇団と新築地劇団などの演劇人が一斉検挙され、八木も逮捕されたが早期に釈放された。戦時中から今井正監督とコンビを組んだ。
戦後は新派や新国劇向けの脚本を書き、映画やラジオドラマの脚本を手がけた。1953年にはNHK放送文化賞を受賞。1965年脳溢血により死去。1967年、青年期を過ごした五所川原に詩碑が建立された(のちに碑の周辺が造成され八木児童公園と命名)。

## 家族
- 父・八木財吉 ‐ 秋田県能代で百姓の傍ら、夏秋はカムチャッカに出稼ぎ、冬は製材所人夫として働いていたが、能代川で砂利掬いの仕事中に船が転覆して死去。[2]
- 母・ふみ（1883-1927） ‐ 隆一郎が３歳のときに離縁され一人実家に戻るが、息子を盗み出して能代から函館まで逃げ、大福売りや工夫、飯炊きなどを経て貧しさから白首（私娼）となる[2]。隆一郎によると、母親はわずかな米を買い求めて帰る途中、泥と馬糞にまみれた路上に誤って米を落としてしまい、洗ったが臭いが取れず隆一郎から文句を言われたのをきっかけに金になる娼婦に転じる決心をしたという[2]。ふみは白首屋「山形屋」の売れっ子となり、隆一郎が小学校に入る前に家を建て、独立して飲み屋を営み、隆一郎が高校生になる頃には内芸者を6人も置く料理屋を構えるほど成功したが1922年の函館大火で全てを失い、一人津軽に転居、酒浸りの生活となる[9]。死ぬ前年に父親不明の子を出産、怪しげな薬に体を病み、43歳で死去[10]。母については『母の絵本』『わが母は聖母なりき』などの著作がある。
- 妻・アイ子 ‐ 友人の伊藤元吉の妹。1935年結婚。[11]。
- 女優の八木昌子は長女[12]。

## 受賞
- 1939年、和田勝一原作「海援隊」を脚色して文部大臣賞を受賞。
- 1953年、第5回NHK放送文化賞を受賞。

## 主な著書
- 『赤道』（天佑書房、1942年）
- 『幻の宿』（蕗書房、1949年）
- 『八木隆一郎ラジオ・ドラマ選集』（宝文館、1952年）
- 『大仏開眼　シナリオ』（三笠書房・文庫、1952年）
- 『姉の言葉』（宝文館、1955年）
- 『八木隆一郎戯曲選集』牧羊社, 1966

(熊の唄,海の星,焔の人,沼津兵学校,母の絵本,湖の娘,故郷の声,命美わし,女の決闘,湖の声,風の鶏)
- 『わが母は聖母なりき』（秋田書店、1969年）

## 主な映画作品
- 『熊の唄』（新興キネマ東京撮影所、1937年）
- 『沼津兵学校』（東宝映画京都撮影所、1939年） ‐ 今井正初監督作品
- 『土』（日活多摩川撮影所、1939年）
- 『海援隊』（日活京都撮影所、1939年）
- 『大日向村』（東京発声映画製作所、1940年）
- 『南海の花束』（東宝映画、1942年）
- 『望楼の決死隊』（東宝映画、1943年） ‐ 文部大臣賞受賞
- 『あの旗を撃て−コレヒドールの最後−』（東宝、1944年）
- 『四つの結婚』（東宝、1944年）
- 『愛の誓ひ』（東宝・朝鮮映画、1945年）
- 『人生とんぼ返り』（東宝、1946年）
- 『石中先生行状記』（新東宝・藤本プロダクション、1950年）
- 『大仏開眼』（大映京都撮影所、1952年）
- 『長崎の夜』（大映京都撮影所、1955年）
- 『第十三号棧橋』（東映東京撮影所、1957年）

## おもなテレビドラマ
- 『真実一路』 : 1956年12月4日 - 1957年2月26日、日本テレビ
- 『月よりの使者』 : 1961年10月12日 - 10月19日、日本テレビ
- 『家族会議』 : 1963年1月3日、NHK）